# Hot Wheels: Battle Force 5 (videojuego)
Hot Wheels: Battle Force 5 es un videojuego de combate en vehículos desarrollado por Sidhe Interactive y publicado por Activision para Wii y Nintendo DS basado en la serie de televisión del mismo nombre.

## Trama
Durante una misión, los Vándalos consiguen la Llave Infinita, un dispositivo que abre todos los portales a las Zonas de Batalla. Mientras Hatch intenta abrirlo, el dispositivo falla, separando a Battle Force 5, los Vandals y los Sark. Vert, después de haber sido liberado de la captura desde el principio, debe encontrar al resto de su equipo, reclamar la Llave Infinita y bloquear las zonas afectadas para estabilizarlas.

## Jugabilidad
El juego presenta combates vehiculares en numerosas "Zonas de batalla" con Sark y Vandals. El bucle de juego consiste en que Vert conduce por un camino lineal hasta un punto designado en el entorno, participa en un combate vehicular con enemigos, libera a uno de sus compañeros y luego usa su vehículo en el siguiente nivel. Cada vehículo tiene una habilidad única, como granadas y sierras circulares de cuatro hojas.